# Pierre Le Monnier
Pour les articles homonymes, voir Pierre Lemonnier.
Pierre Le Monnier est un homme politique français né le 5 septembre 1815 au Lude (Sarthe) et décédé le 11 janvier 1895 à Château-du-Loir (Sarthe).

## Biographie
Devenu médecin en 1839, Pierre Le Monnier exerce à Château-du-Loir, en France. Républicain convaincu, il est exilé en Algérie en 1858. De retour en France en 1870, il est battu aux élections législatives de 1871, mais devient maire de Château-du-Loir de 1872 à 1874. Il est conseiller général du canton de Montval-sur-Loir. Il parvient à se faire réélire maire en 1876 et devient député de la Sarthe la même année. Il siège sur les bancs républicains et fait partie des « 363 ». Il est réélu en 1877 et 1881. Il passe au Sénat en 1882, où il siège au groupe de l'Union républicaine. Il se consacre à sa commission des projets d'intérêt local, qu'il préside, et où il est fréquemment rapporteur.
Un buste à son effigie a été érigé à Château du Loir, où existe une place à son nom sous l'orthographe Lemonnier.